# Nervio vestibulococlear
El nervio auditivo,  también llamado nervio vestibulococlear o nervio estatoacústico, es el octavo de los doce nervios craneales. Es responsable del equilibrio y la función auditiva. Es un nervio aferente de tipo sensorial.
Consta de dos orígenes, uno real y otro aparente:
a) Origen Real: dos de sus partes tienen origen en los ganglios periféricos, análogos a los nodos espinales.
b) Origen Aparente: penetra en el puente encefálico por el extremo lateral del surco bulbopontino. En este punto emerge de la caja craneal  transmite los impulsos auditivos del oído interno.
Está compuesto por el nervio coclear, que transporta la información sobre el sonido y el nervio vestibular, que transporta la información sobre el equilibrio.
El equilibrio se evalúa por la marcha y la estabilidad general del cuerpo que conecta el oído al tallo cerebral, transmitiendo los impulsos nerviosos desde las células pilosas en el oído interno hasta el cerebro, donde se realiza realmente la percepción auditiva.
En rigor, su origen se encuentra en ganglios periféricos. Así, el nervio coclear comienza en el ganglio de Corti, y el vestibular, en el de ganglio de Scarpa.
La función auditiva se evalúa haciendo sonar los dedos bilateralmente en los oídos y preguntando al paciente si escucha los sonidos bilateralmente y si son parejos en intensidad. Las tumoraciones (neuromas acústicos) son frecuentemente responsables de disturbios (desequilibrio y la audición) en este nervio.
- Datos: Q319317
- Multimedia: Nervus vestibulocochlearis / Q319317